# 北ドブロジャ

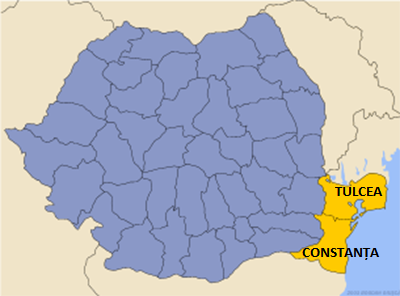
ルーマニアにおける北ドブロジャ（オレンジ色）

北ドブロジャ (きたドブロジャ、ルーマニア語: Dobrogea de Nord, ブルガリア語: Северна Добруджа) は、現在のルーマニア領ドブロジャを指す地域である。ドナウ川下流部と黒海との間に位置し、南端はブルガリア領の南ドブロジャと接する。

## 歴史

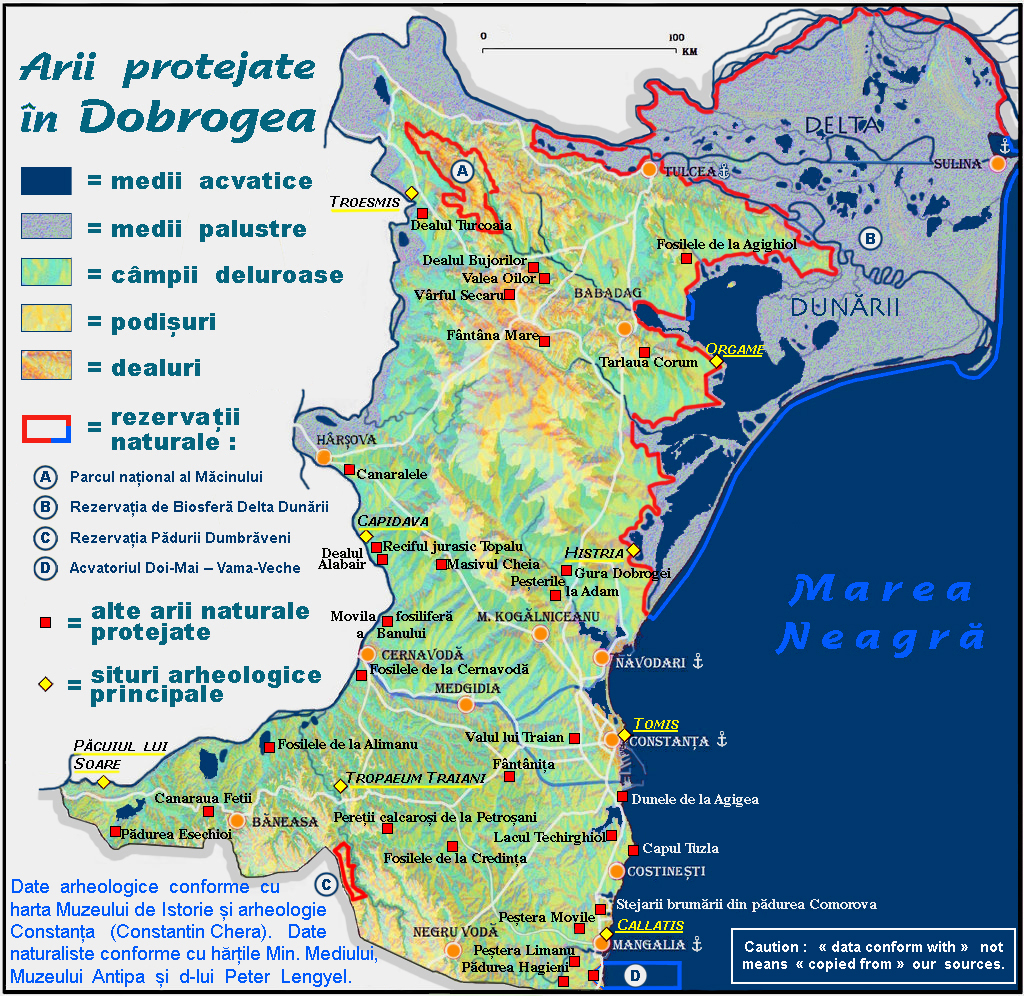
ルーマニア領ドブロジャに存在する考古学的遺産および自然遺産

紀元前600年付近、ギリシャは黒海沿岸の地域を植民地化し、数多くの城塞を建設した。トミス（現在のコンスタンツァ）、カラティス（現在のマンガリア）、ヒストリア、アルガマム、ヘラクレア、エーギサスがこれにあたる。ギリシャ文明が衰退すると、ドブロジャはローマの支配下に入る。エニサラ城塞は、この時代の遺産としては最も保存状態が良い。
7世紀から14世紀にかけて、ドブロジャは第一次ブルガリア帝国と第二次ブルガリア帝国の領土となる。
14世紀には、短期間ではあるが、ドブロジャはワラキアのヴォイヴォダ、ミルチャ1世の支配下に入った。15世紀中頃からはオスマン帝国がこの地域を占領するが、露土戦争の結果、1878年には南ベッサラビアの一部を引き渡す代償として戦勝国ロシアから支配権を獲得している。サン・ステファノ条約やベルリン条約では、ルーマニアが北ドブロジャを獲得する一方、新しく誕生したブルガリア公国はドブロジャ南部の比較的小さな地域を領有することとなった。第二次バルカン戦争後の1913年、ルーマニアはブルガリア領南ドブロジャを編入し、ルーマニア支配は1940年のクラヨーヴァ条約調印まで続いた。この条約は、イギリス、フランス・ヴィシー政権、ドイツ、イタリア、ソビエト連邦、アメリカが承認している。内容には、北ドブロジャにおける少数民族となっていたブルガリア人を南部へと避難させ、同時にルーマニア人（アルーマニア人、メグレノ＝ルーマニア人を含む）を北部へと移動させる人口交換が盛り込まれた。

## 地理
北ドブロジャの面積は15,570 km2で、人口はおよそ90万人、コンスタンツァ県とトゥルチャ県が置かれている。
| 都市 - コンスタンツァ - トゥルチャ - メドジディア - マンガリア 河川 - カシムチャ川 - スラヴァ川 - タイタ川 - テリツァ川 湖 - クラピナ湖 - ジジア湖 - トライアン湖 - ババダグ湖 - ラジム湖 - ズメイカ湖 - シノエ湖 - タシャウル湖 - テキルギオル湖 | ドナウ・デルタ ドナウ・デルタには数多くの湖が存在する。代表的なものを以下に挙げる。 - ロシュ湖 - イサク湖 - ゴルゴバ湖 - フルトゥナ湖 - レデアンカ湖 - タタニル湖 - メルヘル湖 - マティチャ湖 - ウズリナ湖 - ドラノフ湖 - ルミナ湖 - プイウ湖 - プイウレツ湖 |

## 人口動態
| 年                                  | 1878           | 1880         | 1899          | 1913            | 19301           | 1956            | 1966            | 1977            | 1992            | 2002            | 2011            |
| ----------------------------------- | -------------- | ------------ | ------------- | --------------- | --------------- | --------------- | --------------- | --------------- | --------------- | --------------- | --------------- |
| 総人口                              | 225,692        | 139,671      | 258,242       | 380,430         | 437,131         | 593,659         | 702,461         | 863,348         | 1,019,766       | 971,643         | 897,165         |
| ルーマニア人                        | 46,504 (21%)   | 43,671 (31%) | 118,919 (46%) | 216,425 (56.8%) | 282,844 (64.7%) | 514,331 (86.6%) | 622,996 (88.7%) | 784,934 (90.9%) | 926,608 (90.8%) | 883,620 (90.9%) | 751,250 (83.7%) |
| ブルガリア人                        | 30,177 (13.3%) | 24,915 (17%) | 38,439 (14%)  | 51,149 (13.4%)  | 42,070 (9.6%)   | 749 (0.13%)     | 524 (0.07%)     | 415 (0.05%)     | 311 (0.03%)     | 135 (0.01%)     | 58 (0.01%)      |
| トルコ人                            | 48,783 (21.6%) | 18,624 (13%) | 12,146 (4%)   | 20,092 (5.3%)   | 21,748 (5%)     | 11,994 (2%)     | 16,209 (2.3%)   | 21,666 (2.5%)   | 27,685 (2.7%)   | 27,580 (2.8%)   | 22,500 (2.5%)   |
| タタール人                          | 71,146 (31,5%) | 29,476 (21%) | 28,670 (11%)  | 21,350 (5.6%)   | 15,546 (3.6%)   | 20,239 (3.4%)   | 21,939 (3.1%)   | 22,875 (2.65%)  | 24,185 (2.4%)   | 23,409 (2.4%)   | 19,720 (2.2%)   |
| ロシア人・リポヴァン人              | 12,748 (5,6%)  | 8,250 (6%)   | 12,801 (5%)   | 35,859 (9.4%)   | 26,210 (6%)²    | 29,944 (5%)     | 30,509 (4.35%)  | 24,098 (2.8%)   | 26,154 (2.6%)   | 21,623 (2.2%)   | 13,910 (1.6%)   |
| ルーシ人 （1956年以降ウクライナ人） |                | 455 (0.3%)   | 13,680 (5%)   | 35,859 (9.4%)   | 33 (0.01%)      | 7,025 (1.18%)   | 5,154 (0.73%)   | 2,639 (0.3%)    | 4,101 (0.4%)    | 1,465 (0.1%)    | 1,177 (0.1%)    |
| ドイツ人                            | 1,134 (0,5%)   | 2,461 (1.7%) | 8,566 (3%)    | 7,697 (2%)      | 12,023 (2.75%)  | 735 (0.12%)     | 599 (0.09%)     | 648 (0.08%)     | 677 (0.07%)     | 398 (0.04%)     | 166 (0.02%)     |
| ギリシャ人                          | 3,480 (1,6%)   | 4,015 (2.8%) | 8,445 (3%)    | 9,999 (2.6%)    | 7,743 (1.8%)    | 1,399 (0.24%)   | 908 (0.13%)     | 635 (0.07%)     | 1,230 (0.12%)   | 2,270 (0.23%)   | 1,447 (0.16%)   |
| ロマ                                |                | 702 (0.5%)   | 2,252 (0.87%) | 3,263 (0.9%)    | 3,831 (0.88%)   | 1,176 (0.2%)    | 378 (0.05%)     | 2,565 (0.3%)    | 5,983 (0.59%)   | 8,295 (0.85%)   | 11,977 (1.3%)   |

- 11926年から1938年にかけてのルーマニアの行政区画（コンスタンツァ県及びトゥルチャ県）には、現在ではルーマニア領となっている一部の地域（オストロヴ、リプニツァなど）が含まれていない。また、現在はブルガリア領（ゲネラル・トシェヴォ、クルシャリ）となっている地域を含んでいる。
- 2ロシア人のみ（ロシア人とリポヴァン人は別に計上していた）

## 紋章・記念日

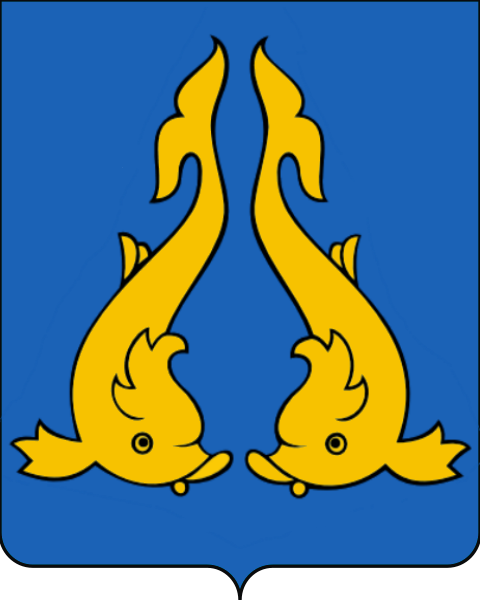
ルーマニア領ドブロジャの紋章

北ドブロジャの紋章には、2頭のイルカが描かれている。
2015年以降、ルーマニアは11月14日をドブロジャの日と定めている。これは、1878年にベルリン条約によってルーマニア王国の北ドブロジャ併合が認められたことを記念するものである。